# Мельник, Семён Ильич
Семён Ильи́ч Ме́льник (3 (16) февраля 1903, c. Велятичи, Борисовский район, Минская область, БССР — 28 июля 1972, Пермь, СССР) — советский математик, основатель научной школы осциллирующих функций, разработчик теории дифференциальных уравнений с отклоняющимся аргументом.

## Биография
1928 год — окончил физико-математический факультет Белорусского государственного университета.
В 1929–1930 годах служил в Красной Армии,
В 1931–1935 годах обучался в аспирантуре АН БССР, часть времени обучения он занимался в Московском университете под руководством С. Г. Михлина и поэтому считал себя его учеником.
В 1937 году защитил кандидатскую диссертацию "Пластинка бесконечной и конечной длины на упругом и гладком основании".
По окончании аспирантуры с сентября 1937 по сентябрь 1949 работал доцентом, затем профессором Белорусского государственного университета, а с сентября 1940 по июнь 1941 года — профессором Гомельского пединститута.
С июня 1941 по декабрь 1945 года воевал на фронтах Великой Отечественной войны, являлся командиром топовычислительного взвода 795 артполка, затем помощником начальника штаба артполка по топослужбе, был награжден орденами и медалями.
С 11 февраля 1946 года после демобилизации из рядов Советской армии стал работать на физико-математическом факультете Пермского университета в должности доцента кафедры математического анализа, читая такие фундаментальные дисциплины, как «Математический анализ» и «Функциональный анализ».
С 1947 по 1972 год заведовал кафедрой математического анализа физико-математического, а позже — механико-математического факультета университета.
28 июля 1972 года умер после тяжелой болезни.

## Научная и организаторская работа
Начало 1960-х годов в развитии математики ознаменовалось накоплением большого количества прикладных задач, в результате исследования которых были выявлены модели дифференциальных и интегро-дифференциальных уравнений, решение которых нельзя было получить точно. В это время начинает усиленно развиваться теория приближённых методов. С. И. Мельник предложил новый приближённый метод — метод осциллирующих функций (1954), который успешно был применён им и его учениками к приближённому решению различных задач математической физики.
Основные результаты его научных исследований этого периода нашли своё отражение в двух статьях журнала «ДАН СССР» (1954, 1955) и статьях в журналах «Математический сборник» (1956)  и «Успехи математических наук» (1957). Обе статьи в  «ДАН СССР» были представлены к опубликованию академиком С. Л. Соболевым, что говорило о важности полученных результатов.
С 1960 года С. И. Мельником и его учениками разрабатывается теория дифференциальных уравнений с отклоняющимся аргументом, которая нашла многочисленные приложения в самых разных областях механики, медицины, экономики, биологии. Особенно велико значение приложения к теории автоматического регулирования и теории колебаний. С 1970 года под руководством С. И. Мельника сотрудники кафедры математического анализа начали заниматься вопросами разрешимости и нахождения приближённых решений некорректных задач.
Исследования С. И. Мельника по осциллирующим функциям и принципу Сен-Венана легли в основу его докторской диссертации, защищённой в 1965 году в Казанском университете (вопрос об утверждении защиты не был решён ВАК СССР).
Возглавляя аспирантуру при кафедре математического анализа, он вырастил многих талантливых последователей, которые в будущем составили костяк кафедры (Н. В. Воронина, Р. А. Рекка, Л. Г. Ламанова, С. А. Шелепень). В 1975–1983 годах были изданы результаты работ по методу осциллирующих функций в виде трёхчастной монографии "Осциллирующие функции и некоторые их приложения"; С. И. Мельник стал создателем научной школы в этой области.
После смерти С. И. Мельника созданное им научное направление привлекало к исследованиям и использованию осциллирующих функций во многих прикладных задачах: теоретической механики, гидродинамики, в теории автоколебательных систем, при изучении проблем, связанных с горением топлива в ракетном двигателе, проблем долгосрочного прогнозирования в экономике, задачам медицины, биологии и др. (см., напр. работы).

## Избранные работы
- Мельник С. И. Осциллирующие функции и их приложение к приближенному решению интегральных уравнений // ДАН СССР. 1954. Т. 95, № 4. С. 705–708.
- Мельник С. И. Некоторые оценки для бигармонической функции // ДАН СССР. 1955. Т. 104, № 5. С. 352–355.
- Мельник С. И. Осциллирующие функции и некоторые их приложение к задачам математической физики // Математический сборник. 1956. Т. 38 (80): 4. С. 465–478.
- Мельник С. И. Принцип Сен-Венана и осциллирующие функции // Успехи математических наук. 1957. Т. 12, вып. 1 (73). С. 218–222.
- Мельник С. И. К решению интегральных уравнений первого рода в L2 // Известия вузов. Математика. 1967. 2.
- Мельник С. И. Один способ построения решения интегрального уравнения первого рода // Дифференциальные уравнения. 6:3. 1970.
- Воронина Н. В., Мельник С. И., Рекка Р.  А. и др. Осциллирующие функции и некоторые их приложения. Ч. 1. Пермь: Изд-во Перм. гос. ун-та, 1975. 230 с.
- Воронина Н. В., Мельник С. И., Рекка Р.  А. и др. Осциллирующие функции и некоторые их приложения. Ч. 2. Пермь: Изд-во Перм. гос. ун-та, 1981. 116 с.
- Воронина Н. В., Рекка Р. А., Фоминых Ю. Ф. и др. Осциллирующие функции и некоторые их приложения. Ч. 3. Пермь: Изд-во Перм. гос. ун-та, 1983. 62 с.

См. также: список публикаций С. И. Мельника на MathSciNet, ZentralBlatt, Google Scholar, Math-Net.ru.

## Награды
- Орден Красной Звезды (1944).
- Орден Отечественной войны 1 степени (1945).
- Медаль «За победу над Германией в Великой Отечественной войне 1941—1945 гг.».
- Медаль «За боевые заслуги».
- Медаль «За освобождение Варшавы».
- Медаль «За взятие Берлина».